# Auneau
Auneau foi uma comuna francesa na região administrativa do Centro, no departamento Eure-et-Loir. Estendia-se por uma área de 17,02 km². Em 2010 a comuna tinha 6 125 habitantes (densidade: 359,9 hab./km²).
Em 1 de janeiro de 2016, passou a formar parte da nova comuna de Auneau-Bleury-Saint-Symphorien.